# Лясоцин (Плоцький повіт)
Лясоцин (пол. Lasocin) — село в Польщі, у гміні Мала Весь Плоцького повіту Мазовецького воєводства.
Населення — 185 осіб (2011).
У 1975-1998 роках село належало до Плоцького воєводства.

## Демографія
Демографічна структура станом на 31 березня 2011 року:
|          | Загалом | Допрацездатний вік | Працездатний вік | Постпрацездатний вік |
| -------- | ------- | ------------------ | ---------------- | -------------------- |
| Чоловіки | 94      | 15                 | 69               | 10                   |
| Жінки    | 91      | 25                 | 48               | 18                   |
| Разом    | 185     | 40                 | 117              | 28                   |